# Mocydiopsis longicauda
Mocydiopsis longicauda är en insektsart som beskrevs av Adolf Remane 1961. Mocydiopsis longicauda ingår i släktet Mocydiopsis och familjen dvärgstritar. Inga underarter finns listade i Catalogue of Life.